# 塞巴赫河 (圖爾河支流)
47°35′09″N 8°54′44″E / 47.58594°N 8.91209°E

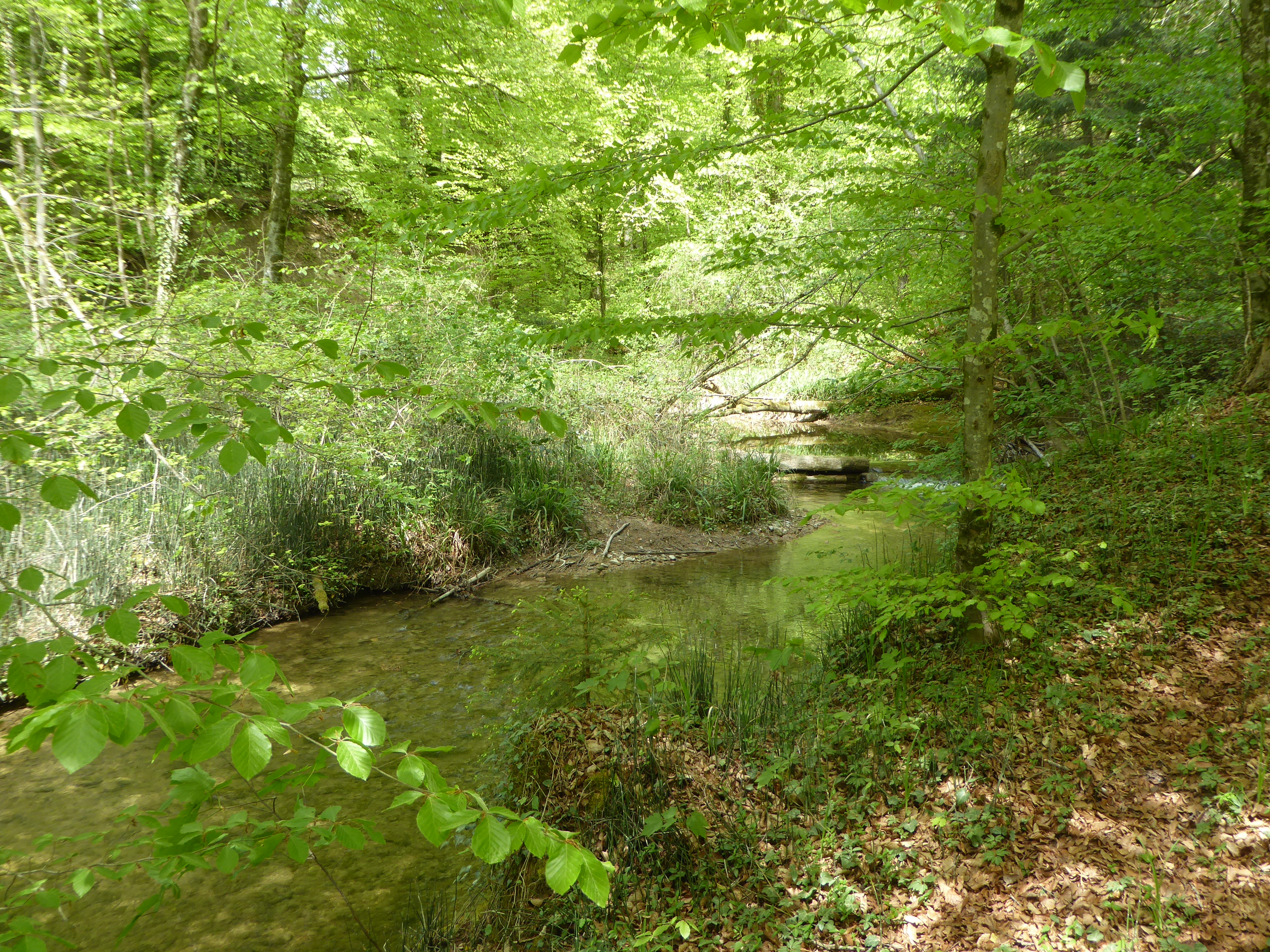

塞巴赫河是瑞士的河流，位於該國東北部，流經圖爾高州，屬於圖爾河的右支流，河道全長7.6公里，流域面積35平方公里，發源自努斯包門湖。